# 大ダコ・大イカの登場する作品一覧
ヨーロッパやアフリカにおいては、タコやイカをデビル・フィッシュ（Devil fish、「悪魔の魚」の意）と呼び、嫌う地域が多い。大ダコや大イカなどの巨大な頭足類は古くから一般的な怪物・怪獣として扱われており、クラーケンなどもその1つである。伝説上ではタコかイカかははっきりしないことが多いが、実際にはダイオウイカがモデルであったのではないかと考えられている。冒険小説や怪獣映画でも好まれる題材である。
本項目では大ダコ・大イカの登場する作品一覧を掲載する。

## 作品一覧

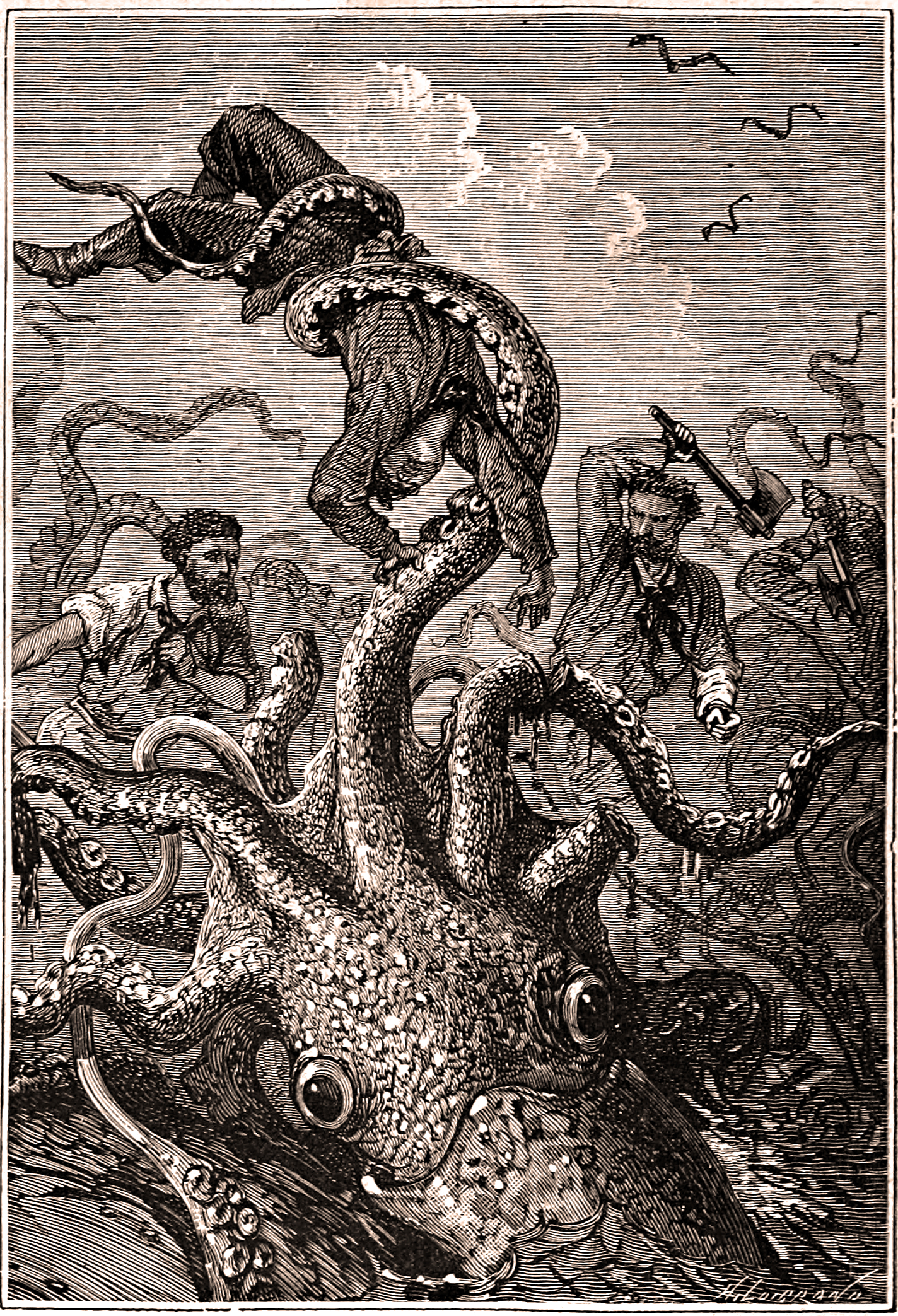
『海底二万里』に登場する怪物

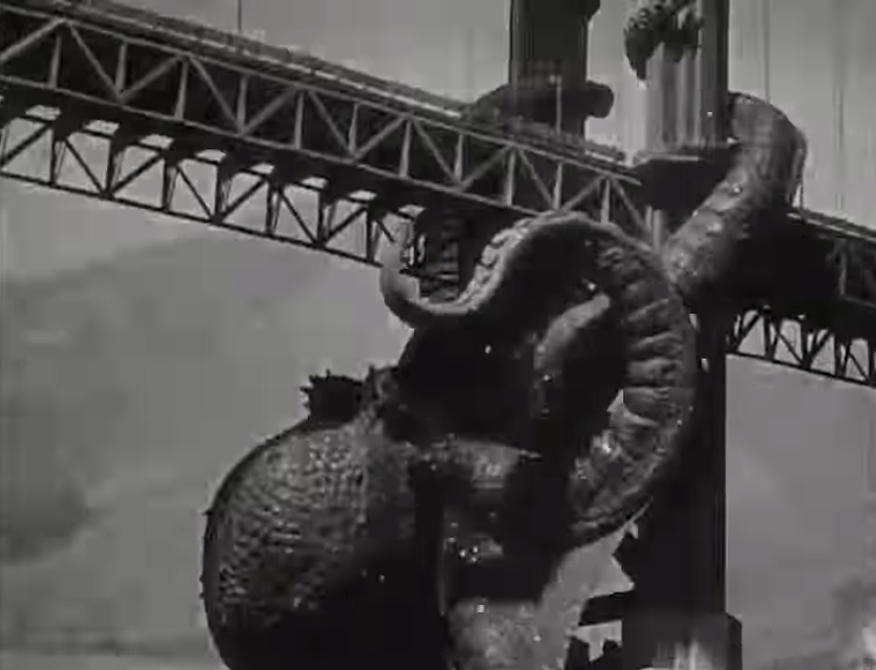
『水爆と深海の怪物』の1シーン

『海底二万里』
1870年の小説。正確にはタコかイカかはよくわからない怪物である。潜水艦ノーチラス号を襲った。
映画版『海底六万哩』 (20,000 Leagues Under the Sea) （1916年、米国）などにもたびたび登場する。
『神秘の島』
1874年の小説。その映画版である『竜宮城』 (The Mysterious Island) （1929年、米国）に大ダコが登場。ヘトビア王国のダッカー伯爵が深海の研究中に遭遇する。
また、同じく映画版の『SF巨大生物の島』 (Mysterious Island) （1961年、米国）にはオウムガイのような巻貝ダコが登場する。
『絶海の嵐』
1942年のアメリカ映画 (Reap the Wild Wind) 。大イカが登場。全長18m。海底の難破船探査中に現れ、襲い掛かる。
『怒濤の果て』
1948年のアメリカ映画 (Wake of the Red Witch) 。大ダコが登場。ロールス船長と海底で死闘を演じる。
『水爆と深海の怪物』
1955年のアメリカ映画 (It Came from Beneath the Sea) 。大ダコが登場。
ミンダナオ島付近の深海にすむ巨大なタコ。足は6本しかない。水爆実験の影響で放射能を浴び、ほかの魚が近寄らなくなったため、えさが取れなくなり、深海から浮上し船を襲うようになってしまった。後にサンフランシスコに現れる。
よく言われる間違いだが、放射能で巨大化したのではなく、元から巨大なタコである。
『海底五万マイル』
1956年のソ連小説 (Тайна двух океанов) 。大ダコと大イカがそれぞれ別に登場する。大ダコは大ウミヘビとバラクーダ、大イカはマッコウクジラと戦う。
『キングコング対ゴジラ』
1962年の日本映画。大ダコが登場。全長30m。
『フランケンシュタイン対地底怪獣』
1965年の日本映画。テレビ初放映版に大ダコが登場。全長30m。
『フランケンシュタインの怪獣 サンダ対ガイラ』
1966年の日本映画。大ダコが登場。全長30m。
『ウルトラQ』
1966年の日本TV番組。第23話に大ダコスダールが登場。全長100m。
『戦え! マイティジャック』
1968年の日本TV番組。第14話に大ダコが登場。全長270m。
『ゲゾラ・ガニメ・カメーバ 決戦!南海の大怪獣』
1970年の日本映画。大イカの怪獣ゲゾラが登場。全長30m。
『テンタクルズ』
1977年のイタリア・アメリカ合作映画 (Tentacles) 。大ダコが登場。巨大なタコが人間に襲い掛かる。人間を襲う理由は異常周波数で本能を狂わされ、無線で凶暴化したためとされる。2頭のシャチとの死闘の末に倒される。
『ザ・ビースト/巨大イカの逆襲』
1996年のアメリカ映画 (The Beast) 。大イカが登場。巨大なダイオウイカが人間に襲い掛かる。
『オクトパス』
2000年のアメリカテレビ映画 (Octopus) 。大ダコが登場。放射能汚染により巨大化したタコが米軍の潜水艦に襲い掛かる。
『パイレーツ・オブ・カリビアン/デッドマンズ・チェスト』
2006年のアメリカ映画。幽霊船の船長デイヴィ・ジョーンズの操るクラーケンが登場。主人公のジャック・スパロウとブラックパール号を飲み込んだ。
『パイレーツ・オブ・カリビアン/ワールド・エンド』
2007年のアメリカ映画。前作『デッドマンズ・チェスト』に引き続きクラーケンが登場。
『メガ・シャークVSジャイアント・オクトパス』
2009年のアメリカビデオ映画。ジャイアント・オクトパスが登場。
『ハコダテ観光ガイド イカール星人襲来中』
2008より製作された函館観光PV。「イカばっかり食いやがって～」とイカに酷似した宇宙人イカール星人の操る巨大イカ形兵器「IKABO」「IKABON」が登場。2012年にDVDが発売された。
『三大怪獣グルメ』
2020年に公開された映画。巨大イカ・巨大タコの他、巨大カニが登場。